# 縁側刑事
『縁側刑事』（えんがわでか）は、2013年から2015年までTBS系「月曜ゴールデン」で放送された刑事ドラマシリーズ。全2回。主演は藤竜也。

## 登場人物

### 主人公と孫娘
今西一徹
演 - 藤竜也
元警視庁刑事。あさひの祖父。東京都三ノ輪の一軒家で一人暮らし。「初志貫徹」がモットー頑固爺さん。
吉村あさひ
演 - 本仮屋ユイカ（小学3年生：石井香帆）
西蒲田警察署地域課穴守稲荷交番の巡査。小学3年生の頃に両親が離婚し一徹に預けられ二人暮らしをしていたが、大学卒業後に家を出る。第2作では何者かに刃物で刺され拳銃を奪われる。剣道3段。

### 警視庁西蒲田警察署
土橋八郎
演 - 田中要次
地域課穴守稲荷交番の交番長。あさひの上司。
水原章一
演 - 山崎樹範
鑑識課。
秋山剛司
演 - 中村育二
刑事課の課長。
三島直樹
演 - 望月章男
刑事課の刑事。

### その他
野々村千恵
演 - 石野真子
総菜屋の女将。刑事時代の一徹に世話になり慕っている。

### ゲスト
第1作（2013年）
- 稲盛富子 - 上月左知子
- 小野田千秋（小野田と小春の娘・現在行方不明） - 小池里奈
- 柿崎信彦（板前） - 石井洋祐
- 植田誠（ウエダメトロポリタン建設 専務取締役） - 鷲尾昇
- 来宮健一（ウエダメトロポリタン建設 開発部長） - 前田淳
- 稲盛美希（富子の孫娘） - 高畑こと美
- 来宮舞（来宮の娘） - 岩城美空
- ゆうき - 杉浦諒祐
- 小野田小春（小野田の妻） - 金沢碧
- 小野田修治（元警備会社職員） - 前田吟

第2作（2015年）
- 白瀬理子（監察官） - 山下容莉枝
- 佐久間良（中学生） - 中島来星
- 倉持真由（良の同級生のいじめっ子） - 高野あみい
- 西村智香（良の同級生のいじめっ子） - 我妻桃実
- 小野寺芽衣子（良の同級生のいじめっ子） - 浅野夕海
- 辻克也（真由の彼氏） - 森田桐矢
- 佐久間瑠依（良の母・飲食業） - 高橋悠
- 須藤明夫（メイツケミカルジャパン人事部） - 崔哲浩
- 主婦 - 吉田昌美
- 強盗殺人犯 - エリック・ファーマン
- ダニエル・室地（強盗殺人犯） - ダヴィ・アゼヴェド
- 丘（剣道初段の少女） - 大島有優海
- 医師 - 酒井康行
- 穴守の男の子 - 林卓
- 三ノ輪の男の子A - 吉田拓馬
- 金谷真人（メイツ人材資源活用センター 社員） - 石黒賢（少年期：中村文哉）
- 亀有治子（駄菓子屋「はるき」主人） - 吉行和子

## スタッフ
- 脚本 - 篠原高志
- 監督 - 錦信次
- 音楽 - 富貴晴美
- 技術協力 - 映広
- 美術協力 - 東京美工
- 編成担当 - 岸田大輔（第1作）、辻有一（第2作）
- プロデューサー - 臼井正明（シネムーブ）、桑沢紅子（IVSテレビ制作）、古森正泰（シネムーブ）
- 制作協力 - シネムーブ
- 製作 - IVSテレビ制作、TBS

## 放送日程
| 話数 | 放送日        | サブタイトル | 脚本     | 演出   |
| ---- | ------------- | --- | -------- | ------ |
| 1    | 2013年9月02日 | 下町育ち頑固一徹な元刑事と新米警官の孫娘？ 死ぬ前に一言謝りたい…余命わずかな夫が過去の罪を告白！ 7年前消えた妻子を捜し出せるか？唯一のカギは謎の指紋･変体紋!? | 篠原高志 | 錦信次 |
| 2    | 2015年4月27日 | 元刑事の頑固ジジイは刃物で刺され、拳銃を奪われた婦警の孫娘を救えるか？ 犯人は殺人逃亡犯!? それとも…                                                           | 篠原高志 | 錦信次 |